# Luis Carabalí
Luis Miguel Carabalí Guacales (Cali, Valle del Cauca, Colombia; 22 de septiembre de 1990) es un exfutbolista colombiano. Jugaba de volante en Deportes Quindío de la Primera B de Colombia.

## Clubes
| Club                     | País     | Año         |
| ------------------------ | -------- | ----------- |
| América de Cali          | Colombia | 2008 - 2011 |
| Atlético Huila           | Colombia | 2011 - 2012 |
| Alianza Petrolera        | Colombia | 2013        |
| Boyacá Chicó             | Colombia | 2014        |
| Deportivo Quevedo        | Ecuador  | 2015        |
| Orsomarso SC             | Colombia | 2016        |
| Universitario de Popayán | Colombia | 2017        |
| Deportes Quindío         | Colombia | 2017 - 2022 |